# Incidente em Varginha (jogo eletrônico)
Incidente em Varginha (comercializado em outros países como Alien Anarchy ou Misión Alien), é um jogo eletrônico de tiro em primeira pessoa desenvolvido pela Perceptum e lançado em setembro de 1998 pela Cia. do Software no Brasil e pela Midas Interactive na Europa, Ásia e outros países da América do Sul. O jogo é baseado no incidente de Varginha, que ocorreu em 1996, no qual pessoas afirmaram ter visto alienígenas na cidade de Varginha. 
Sua música foi composta por Fábio Cardelli, e tem ambientação em cidades brasileiras como Rio de Janeiro, São Paulo e Varginha. O jogo ficou em produção por dois anos e quatro meses. Foram vendidas 2.000 cópias no país e 20.000 no resto do mundo. Após o lançamento, a Perceptum assinou um acordo com o centro de treinamento das Forças Especiais dos EUA e a NovaLogic para usar o software para treinar soldados da Força Delta.

## Produção
Para desenvolverem o jogo, os desenvolvedores da Perceptum foram até a cidade de Varginha, onde conversaram com os moradores para se aprofundarem mais sobre o caso. Além dessa pesquisa, eles também disseram que estudaram a mitologia ufológica em um geral para que para que "a história de fundo pudesse fazer sentido para quem conhece o assunto''.

Muito do que pode ser visto no game é resultado dessa pesquisa. As texturas de paredes, paisagens, sons etc, foram captadas nos locais reais. A música do nível "Praça da Sé", por exemplo, foi composta por Fábio Cardelli e executada com "samples" de sons característicos da praça: buzinas de automóveis, falas de camelôs, entre outros. Além da pesquisa sobre o caso, também estudamos a mitologia ufológica em geral, de modo que a história de fundo pudesse fazer sentido para quem conhece o assunto

## Continuação
Uma continuação intitulada "Incidente em Varginha 2: Sombras da Verdade" começou a ser desenvolvida, e uma demonstração foi selecionada pela Intel para seu evento de pré-lançamento do processador Pentium III, no ano de 1999. Mas, o jogo acabou sendo cancelado por conta das vendas do primeiro "Incidente em Varginha" não terem sido tão boas no Brasil e pelo dinheiro não ter sido o bastante para concluir a sequência(mesmo com a empresa tendo recebido a sua parte com as 20 mil cópias vendidas no mundo todo).

## Legado
O jogo já foi creditado por ser "a primeira grande produção de game elaborada no Brasil" e "o primeiro FPS brasileiro", além de ser o quem deu o pontapé inicial para as produções de jogos nacionais mais elaborados.